# تاريخ الديانات الشائعة في إسكتلندا

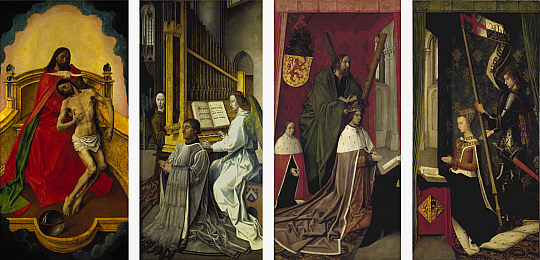
لوحة هوغو فان دير غوس الهيكل الثلاثي من القرن الخامس عشر

يغطي تاريخ الديانات الشائعة في اسكتلندا جميع أشكال اللاهوت الرسمي وبنى الدين المؤسساتية، منذ الفترات الأولى للاستيطان البشري في اسكتلندا حاليًا وحتى عصرنا الحالي. لا يُعرف الكثير عن الديانات السائدة في اسكتلندا قبل وصول المسيحية. عمومًا، من المفترض أن الديانة الوثنية الكلتية هي التي كانت سائدة، وهناك دليل على عبادة الأرواح وأرواح الآبار. جرى تنصير اسكتلندا على يد المبشرين الآيرلنديين–الاسكتلنديين، وكان للمبشرين من انجلترا وروما دور أيضًا في نشر المسيحية منذ القرن السادس، لكن على نطاق أضيق. استمرت عناصر الوثنية بالوجود حتى في الفترة المسيحية. تنحاز الدلائل المبكرة عن الممارسات الدينية لصالح حياة الرهبنة. أجرى القساوسة التعميد والصلوات والدفن، وصلّوا على الموتى وقدموا العظات. أملتْ الكنيسة أفكارها فيما يتعلق بالأمور الأخلاقية والقانونية وتدخلت حتى في عناصر الحياة اليومية والروتينية عن طريق القوانين التي فرضتخا على الصيام والغذاء وذبح الحيوانات وقواعد الطهارة والتطهير الشعائري. كانت طائفة القديسين من أبرز السمات الرئيسة لاسكتلندا في العصور الوسطى، فكُرست المعابد للشخصيات المقدسة المحلية والوطنية، مثل القديس أندراوس، بالإضافة إلى تأسيس طرق الحج. لعب الاسكتلنديون أيضًا دورًا جوهريًا في الحملات الصليبية. لاحظ المؤرخون انحسارًا في حياة الرهبنة في الفترة المتأخرة من العصور الوسطى. في المقابل، شهدت البلدات ازهادر أخويات الرهبان المتسولة في أواخر القرن الخامس عشر. وبينما حظيت عقيدة المطهر بأهمية متزايدة، ازداد عدد المُصليَّات (جمع مصلى) والقساوسة وقداسات الموتى داخل كنائس الرعية بشكل متسارع. بدأت الأخويات «العالمية» الجديدة والتي تكرس نفسها للمسيح ومريم العذراء بالوصول إلى اسكتلندا في القرن الخامس عشر. بدأت الهرطقة، على هيئة حركة اللولارديين، بالوصول إلى اسكتلندا من إنجلترا وبوهيميا في أوائل القرن الخامس عشر، لكنها لم تحظ بأتباع ملحوظين.
أحدث الإصلاح الإسكتلندي، الذي وقع في منتصف القرن السادس عشر وتأثر بشدة بالكالفينية، ثورة في الممارسات الدينية. أصبحت العظات حينها أساس العبادة. صدر قانون السحر عام 1563، وجعل من ممارسة السحر أو استشارة الساحرات جريمة تستحق الإعدام. وقعت سلسلة من المحاكمات الخطرة والكبرى في الأعوام التالية: 1590–91 و1597 و1628–31 و1649–50 و1661–62. انحسرت عمليات الملاحقة بعدما أحكمت السلطات القضائية والحكومة سيطرتهما على المحاكمات، وتقلص استخدام التعذيب بعدما رُفعت معايير الدلائل التي تدين المرء بتهمة الشعوذة. شكلت النساء نحو 75 بالمئة من المتهمين بالسحر، بيمنا تشير التقديرات الحديثة إلى إعدام أكثر من 1500 شخص في تلك الفترة. ركّزت البروتستانتية الاسكتلندية في القرن السابع عشر على الإنجيل، فاعتُبر الأخير معصومًا ومصدرًا رئيسًا للسلطة الأخلاقية. في منتصف القرن السابع عشر، اتخذت الكنيسة المشيخية الاسكتلندية وطقوس العبادة شكلها المعروف حتى بروز حركة الإحياء الشعائري في القرن التاسع عشر تزامناً مع تبني دليل ويستمنستر في العام 1643. شهد القرن السابع عشر أقصى مستوى لنظام كيرك، وأصبحت مجالس كيرك قادرة على إنزال العقوبات الدينية، مثل الحرمان الكنسي (العزل) أو الحرمان من التعميد، والهدف منها هو تطبيق الورع والطاعة الربانية. تحملت مجالس كيرك عبئًا إداريًا في نظام مساعدة الفقراء، ولعبت دورًا كبيرًا في التعليم. في القرن الثامن عشر، أُجريت سلسلة من الإصلاحات بخصوص الموسيقى المسيحية. كانت الأفخارستيا الحدث المركزي في الكنيسة، وتُجرى مرة كل عام، وتُقام أحيانًا في أسواق مقدسة خارج الكنيسة.
قوضت الثورة الصناعية والتمدن وتعطيل عام 1843 تقليد مدارس الرعية. جرت في المقابل محاولات لتعزيز النظام الرعوي، مثل مدارس الأحد. بحلول ثلاثينيات وأربعينيات القرن التاسع عشر، توسعت تلك المدارس لتشمل المدراس التبشيرية ومدارس الفقراء (راغِد سكول) ودور الكتاب المقدس ودروس التشذيب. عقب التعطيل الكبير عام 1843، نُقلت صلاحيات التحكم بالمعتقد من الكنيسة ومُنحت للمجالس الأبرشية. استُوردت حركة الاعتدال الاجتماعية من أميريكا، وبحلول العام 1850، أصبحت موضوعًا مركزيًا في الحملات التبشيرية التي تستهدف الطبقات العاملة. انحسر حضور الكنيسة من جميع الفئات عقب الحرب العالمية الأولى. لكن ازداد حضور الكنيسة في خمسينيات القرن العشرين جراء حملات عظات إحيائية، تحديدًا جولة بيلي غراهام عام 1955، وعادت نسبة الحضور إلى المستويات التي سبقت الحرب. منذ تلك الفترة، برز انخفاض ثابت في نسبة الذين يحضرون الكنيسة، وتسارع هذا الانخفاض في ستينيات القرن الماضي. أصبحت الطائفية مشكلة خطيرة في القرن العشرين. برزت تلك المشكلة بوضوح في غلاسكو خلال مبارزات فريقي كرة القدم، نادي سلتيك الروماني الكاثوليكي التقليدي ونادي رينجرز البروتستانتي التقليدي. تحسنت العلاقات بين كنائس اسكتلندا خلال النصف الثاني من القرن العشرين، وبرزت عدة خطوات من أجل التعاون والاعتراف والاتحاد. أدى إنشاء مجتمع إيونا المسكوني عام 1938 إلى بروز شكل شديد التأثير من الموسيقى، واستُخدم في بريطانيا والولايات المتحدة أيضًا. نجم عن مشاورات دانبلين بين عامي 1961–1969 «انفجارٌ في التراتيل» البريطانية في ستينيات القرن العشرين، فنتجت مجموعات متعددة من التراتيل الجديدة. في الأعوام الأخيرة، أسست المذاهب الدينية الأخرى حضورًا لها في اسكتلندا، وبرز أغلبها جراء الهجرة، من تلك المذاهب: الإسلام والهندوسية والبوذية والسيخية. من الأديان الأقلية نجد البهائية ومجموعات صغيرة من الوثنية الجديدة. هناك منظمات مختلفة تشج بشكل نشط على الفلسفة الإنسانية والعلمانية.

## الديانات ما قبل المسيحية
لا يُعرف الكثير عن الديانة في اسكتلندا قبل وصول المسيحية. فنقص المصادر المكتوبة الأصلية للبكتيين لا يسمح بمعرفة ديانة المنطقة إلا عبر مقارنتها مع المصادر الموازية لها في أماكن أخرى، مثل الدلائل الأثرية الباقية والشهادات العنيفة التي خلفها الكتاب المسيحيون لاحقًا. يُعتقد عمومًا أن الديانة في اسكتلندا كانت الوثنية الكلتية القائمة على تعدد الآلهة. لوحظ وجود أكثر من 200 اسم للآلهة الكلتية، جاء بعضها –مثل موريغان وداغدا ولوو– من الميثولوجيا الآيرلندية المتأخرة، بينما جاء بعضها الآخر من بلاد الغال وفقًا للدلائل، مثل توتاتيس وتارانيس وكرنونس. أنشأ الوثنيون الكلتيون معابدًا وأضرحة مقدسة لتبجيل تلك الآلهة، وأنجزوا ذلك عن طريق إيفاء النُذر وتقديم الأضاحي، والتي من المحتمل أنها شملت أيضًا الأضاحي البشرية. وفقًا للشهادات والمصادر الإغريقية والرومانية، في بلاد الغال وبريطانيا وآيرلندا، فكان هناك طائفة من الكهنة «مختصون بالسحر الديني» عُرفوا باسم الدرويد. جاء ذكر البكتيين في النصوص المسيحية باعتبارهم عبدة «الشيطان»، وهناك قصة عن القديس كولومبا الذي طرد شيطانًا من بئر في بكتلاند، ما يشير إلى كون عبادة أرواح البئر إحدى سمات الوثنية البكتية. ذكر الرومان عبادة الإلهة مينيرفا في الآبار، ويدعم هذا الادعاء حجر بكتي يخص بئراً موجوداً قرب قلعة دونوغان في سكاي.

## العصور الوسطى المبكرة
أجرى المبشرون الآيرلنديون–الاسكتلنديون عملية تنصير اسكتلندا، وشارك في هذه العملية المبشرون من روما وإنجلترا منذ القرن السادس لكن على نطاق أضيق. ارتبط هذه الحركة تقليديًا بشخصيات مثل القديس نينيان والقديس مونغو والقديس كولومبا. استمرت عناصر الوثنية في الفترة المسيحية. أصبحت الآبار والينابيع المقدسة أماكن مبجلة، ومواقعًا للحج أيضًا.
وصلت أغلب دلائل الممارسات المسيحية من الكهنة، وهي متحيزة بشدة تجاه حياة الرهبنة. بالتالي يمكننا ملاحظة دورة الصلوات اليومية واحتفالات القداس الإلهي. كان دور الأساقفة والإكليروس على نفس الدرجة من الأهمية، على الرغم من أنه لم يُذكر بنفس القدر.